# Hymenophyllum refrondescens
Hymenophyllum refrondescens là một loài thực vật có mạch trong họ Hymenophyllaceae. Loài này được Sodiro miêu tả khoa học đầu tiên năm 1883.